# کریم سلمان
کریم سلمان (انگلیسی: Karim Salman; ۴ مارس ۱۹۶۵ – ۲ دسامبر ۲۰۲۰) بازیکن و مربی فوتبال اهل عراق بود.
از باشگاه‌هایی که در آن بازی کرده‌است می‌توان به باشگاه ورزشی الکرخ اشاره کرد.
وی همچنین در تیم ملی فوتبال عراق بازی کرده‌است.